# NGC 7318A
 NGC 7318A is een elliptisch sterrenstelsel in het sterrenbeeld Pegasus, en maakt deel uit van het Kwintet van Stephan. Het hemelobject werd op 23 september 1876 ontdekt door de Franse astronoom Édouard Jean-Marie Stephan.

## Synoniemen
- NGC 7318-1
- ZWG 514.61
- UGC 12099
- VV 288
- MCG 6-49-39
- ARP 319
- NPM1G +33.0464
- ARAK 560
- HCG 92D
- PGC 69260